# Pstra Suka
Pstra Suka (kasz. Bestrô Sëka) – część wsi Wyczechowo w Polsce, położona w województwie pomorskim, w powiecie kartuskim, w gminie Somonino, 0,6 km na południe od drogi krajowej nr 20 ze Stargardu do Gdyni. Wchodzi w skład sołectwa Wyczechowo.

## Nazwa miejscowości
Jest to rodzaj złożonej nazwy topograficznej o charakterze żartobliwym. W uprawach zboża były miejsca, gdzie z braku nawozu, czy słabszej gleby, zboże wyginęło i takie pole przypominało leżącego, łaciatego psa (sukę). Kaszubski przymiotnik rodzaju żeńskiego bestrô, uwidoczniony w kaszubskiej, pierwotnej nazwie osady, oznacza 'pstra, różnokolorowa'. Nazwa w formie Pstra Suka jest ahistoryczna. Językoznawca Edward Breza wskazuje, że dużo odpowiedniejsza byłaby używana przez dekady forma Bestra Suka, zachowująca lokalne, kaszubskie dziedzictwo językowe. Dla porównania Bestra Suka, osada o identycznej nazwie i etymologii w powiecie kościerskim,  zawiera również w urzędowej formie swój lokalny źródłosłów.
Na określenie tego miejsca używano też obocznie nazwy Folwark Wyczechowski, lub po prostu Folwark, Niemcy używali nazwy Reinholdshof, czyli Dwór Reinholda.
W latach 1975–1998 Pstra Suka administracyjnie należała do województwa gdańskiego.